# Новый Карткисяк
Новый Карткисяк (баш. Яңы Ҡарткиҫәк) — деревня в Евбулякском сельсовете Аскинского района Республики Башкортостан России.

## Население
| 2002 | 2009 | 2010 |
| ---- | ---- | ---- |
| 79   | ↘73  | ↘58  |

Согласно переписи 2002 года, преобладающая национальность — башкиры (86 %).

## Географическое положение
Расстояние до:
- районного центра (Аскино): 16 км,
- центра сельсовета (Евбуляк): 4 км,
- ближайшей железнодорожной станции (Куеда): 134 км.